# Marius Egeskov
Marius Egeskov (15. december 1887 i Brande – 7. september 1954) var en dansk skuespiller.
Han debuterede i 1912 på Aarhus Teater. Siden kom han til Dagmarteatret, Casino, Odense Teater samt en række mindre provinsteatre. I store dele af sin karriere var han forfulgt af en alvorlig nervesygdom og måtte trække sig tidligt.
Han filmdebuterede i 1912 for Fotorama og medvirkede i periode 1917-1920 i et mindre antal film for Nordisk Film.
Han var gift med skuespillerinde Hilma Egeskov (1899-1996).

## Filmografi
- 1912 – Ellen (instruktør Svend Muus)
- 1912 – Pianisten (ukendt instruktør)
- 1913 – Den lille Garnison (som løjtnant; ukendt instruktør)
- 1914 – Bagerstrædes Hemmelighed (som Torps søn; instruktør Alfred Cohn)
- 1915 – Sporet i Sneen (som Doktor Grey; ukendt instruktør)
- 1917 – Pax æterna (som Gregor, Claudius' søn, student; instruktør Holger-Madsen)
- 1917 – Telefondamen (som Helmer Jarl, cand. jur.; instruktør Eduard Schnedler-Sørensen)
- 1917 – Vestens Børn (som John Field; instruktør Alfred Kjærulf)
- 1917 – Nattevandreren (som Tom Rowkin, officer i Frelsens Hær; instruktør Holger-Madsen)
- 1918 – Ansigtet i Floden (som Mac Dane; instruktør Hjalmar Davidsen)
- 1918 – Zigeunerprinsessen (som Beppo, zigeuner; Emanuel Gregers)
- 1918 – Blomsterpigens Hævn (som Frantz Birger, Kurts søn; instruktør Hjalmar Davidsen)
- 1918 – Den lille Virtuos (som Mikael, Froms søn; instruktør Alfred Kjerulf)
- 1920 – Det døde Skib (som V. de Neer, præst; instruktør A.W. Sandberg)